# إدموند أدو
إدموند أدو (بالإنجليزية: Edmund Addo) هو لاعب كرة قدم غاني في مركز الوسط، ولد في 17 مايو 2000 في أكرا في غانا. لعب مع نادي سينيتسا.

## وصلات خارجية
- إدموند أدو على موقع قاعدة بيانات كرة القدم.إي يو (الإنجليزية)
- إدموند أدو على موقع بيانات كرة القدم. دي إي (الألمانية)
- إدموند أدو على موقع ناشيونال فوتبول تيمز (الإنجليزية)
- إدموند أدو على موقع Soccerbase.com (لاعب) (الإنجليزية)
- إدموند أدو على موقع Soccerway.com (الإنجليزية)
- إدموند أدو على موقع عالم كرة القدم.نت (الإنجليزية)